# Barnadesia
Barnadesia  es un género de plantas con flores en la familia Asteraceae. Comprende 51 especies descritas y de estas, solo 19  aceptadas. Es originario de Sudamérica.

## Taxonomía
El género fue descrito por Mutis ex L.f. y publicado en Supplementum Plantarum 348. 1781[1782]. El nombre es un homenaje a don Miguel de Barnades, botánico del Jardín Botánico de Madrid, amigo de Celestino Mutis.

## Especies aceptadas
A continuación se brinda un listado de las especies del género Barnadesia aceptadas hasta junio de 2012, ordenadas alfabéticamente. Para cada una se indica el nombre binomial seguido del autor, abreviado según las convenciones y usos.
- Barnadesia aculeata (Benth.)
- Barnadesia arborea Kunth
- Barnadesia blakeana Ferreyra
- Barnadesia caryophylla (Vell.) S.F.Blake
- Barnadesia ciliata (I.C.Chung) Harling
- Barnadesia corymbosa (Ruiz & Pav.) D.Don
- Barnadesia dombeyana Less.
- Barnadesia glomerata Kuntze
- Barnadesia horrida Muschl.
- Barnadesia jelskii Hieron.
- Barnadesia lehmannii Hieron. ex Hieron.
- Barnadesia macbridei Ferreyra
- Barnadesia macrocephala Kuntze
- Barnadesia odorata Griseb.
- Barnadesia parviflora Spruce ex Benth. & Hook.f.
- Barnadesia polyacantha Wedd.
- Barnadesia pycnophylla Muschl.
- Barnadesia reticulata D.Don
- Barnadesia spinosa L.f.
- Barnadesia woodii D.J.N.Hind